# 怪獣自衛隊
『怪獣自衛隊』（かいじゅうじえいたい）は、 井上淳哉による日本の漫画。2020年4月より『月刊コミックバンチ』で連載されている。
未知の巨大生物と戦う自衛隊や警察の活躍を描く。単に怪獣と戦うだけの物語ではなく、縦割り行政の弊害や、日本の国際関係、外交問題などもシリアスに描かれている。
『月刊コミックバンチ』（新潮社）にて、2020年6月号に『怪獣自衛隊 プロローグ』が掲載された後、同年7月号から2024年5月号まで連載。同誌が最終号を迎えた後は、リニューアルした『コミックバンチKai』に移籍して、2024年4月26日より連載されている。2024年1月時点で単行本の累計部数は、80万部を突破している。

## あらすじ

### プロローグ
令和X年、日本最南端の沖ノ鳥島では「巨大なバケモノ」が現れたとの通報を残し、通信が途絶える。砲雷長を務める大和令和2等海佐が乗艦する海上自衛隊のあさひ型護衛艦「くれづき」は、救援要請を受け現場に向かうが、巨大な「怪獣」の襲撃を受け、転覆。多くの犠牲者を出したこの事件を、日本政府は「原因不明の事故」と報じた。

### 富岳事件
くれづき事件から4年後。怪獣は尖閣諸島の南小島に現れる。海上保安庁の巡視船「やえやま」が姿を捉えるが、見守るしかない中、怪獣は南小島に上陸する。そこに中国の海警船が数隻現れ、30mm機関砲で応戦するも、怪獣の突進を受けて沈没する。海警船を襲う怪獣の映像は中国のテレビ局が報じ、世界は「怪獣の存在」を知ることになる。
そのころ、尖閣諸島の南方、西表島近海を航行していた豪華クルーズ船「富岳」は、多くの乗客を乗せていた事から怪獣の襲撃を受ける。政府は内閣対策本部を組織するが、国際協調路線の神谷総理大臣は自衛隊の出動をためらう。艦橋のスタッフは怪獣に喰われて指揮系統を失い、船底に張り付いた怪獣は複数の触手を出して乗客を次々に捕食していく。
一方、海上自衛隊の弘原海海将補は、特殊回線にて富岳に乗船している任官前の幹部候補生・防人このえに連絡を取り、富岳の情報収集・報告の任を受ける。人命救助の中で、このえは怪獣が"音"に反応していることを突き止め、乗客らを船内の映画館などに誘導する。
テレビ局の新人キャスター・佐都美沙は、乗客男性の動画配信を見て、親友のこのえに連絡し、その内容をテレビで中継する。世論が動くと判断した神谷総理は、ついに自衛隊に災害派遣として出動を要請。元くれづき砲雷長の大和2佐も乗艦する「あけづき」が現場に急行し、新型の18式魚雷を富岳の船底に張り付く怪獣に発射し、怪獣を粉砕・駆逐する。

### 南小島事件
富岳事件から4カ月後、政府は怪獣対策の特措法、通称「怪獣出動特措法」を立法、また自衛隊内に「特殊災害対策室」略称"TaPs"（タップス）を設置した。内閣府の特殊生物対策審議会は、南小島への上陸調査をTaPsに命じる。怪獣オロチの産卵の可能性を調査するためである。
海保の巡視船やえやまに乗船した大和2佐らTaPsの小隊は、南小島に上陸。調査の結果、卵は大きな岩に擬態しており、小隊の接近と共に孵化し、オロチの幼体とみられる個体が複数飛び出し小隊を襲う。大和らは短銃で応戦し2体の個体を仕留めるも、残りの個体は海へ逃亡を図る。そこにやえやまと連携した中国海警船が現れ、30mm機関砲を連射、残りの個体を駆逐する。

### 首都出現
隅田川の河口、タワーマンションが並ぶ月島では、やや成長した個体“怪獣”が不倫中のカップルを襲撃、2人は惨殺される。隅田川を遊泳する怪獣を目撃した月島警察署の鳥嶋警部補は、事件が怪獣の仕業であると主張するも相手にされなかった。テレビ局の美沙は、番組企画「隅田川のネッシーを追え」の撮影中、船員が怪獣に喰われてしまう。通報を受け、東京都はただちに「特殊生物災害対策本部」を立ち上げる。
緊急事態宣言が発令され2週間が経過しても怪獣は現れず、対策本部は怪獣の包囲網を狭め、あぶりだす作戦を実施。神田川の雨水分水路で壁に擬態していた怪獣が出現し、自衛隊と交戦。向井1等陸曹が腕を噛まれ、また民間人の少女楓が負傷した際に、以後怪獣は執拗に彼らを付け狙うことが判明する。

### ジュピタータワーの攻防
付近に居合わせたこのえ、美沙、鳥嶋警部補らは楓を救助し、一旦タワーマンション「ジュピタータワー」の鳥嶋警部補の部屋に避難させるが、怪獣は執拗に追跡。そこに警視庁のERT（緊急時初動対応部隊）が駆けつけ応戦する。楓の声に反応した2体目の怪獣が壁をよじ登って部屋に襲撃し、鳥嶋警部補が応戦するも負傷。やむなくこのえ、美沙、楓らは鳥嶋を残して避難する。
そのころ、星山総理らは弘原海海将補経由で入手した米軍の極秘映像を見る。南小島事件で幼体の死体を回収、研究していた米軍であったが、短銃で撃たれた個体は死んでおらず、逃走していたことが判明する。星山総理らは怪獣の逃走を極秘にしていたアメリカに業を煮やすが、東アジアの安全保障を人質に、米軍の投入と、逃走案件は極秘扱いにする要求を呑まざるを得なかった。さらに映像から3体目の個体の存在が判明、警戒を呼び掛ける。
3体目の顔が崩れた個体が、ジュピタータワー周辺で突如姿を現す。水中に潜んでいたと思われる個体は、ジュピタータワーに避難する住民を追いかけ、同タワーには30階に2体目、1階に3体目と2体の怪獣に襲われる。タワー屋上のヘリポートに米軍の怪獣対策極秘部隊"ニムロド"と"TaPs"の隊員らがヘリで到着、怪獣との新たな戦いが始まる。

## 登場人物

### 自衛隊

#### TaPs
防人このえ（さきもり このえ）
本作のメインとなる主人公。高知県出身
"怪獣自衛隊"ことTaPsの隊員。防衛大学卒業後、自衛隊任官前に富岳事件に遭遇、富岳船内にて怪獣との戦闘、乗客らの避難誘導を行う。事件後、準陸尉に任官し、TaPsに入隊。自衛隊の志望動機はヒーローに憧れて。令和X年の大津波の際に目の前で友人が津波に攫われ、自身も倒壊した家屋に閉じ込められ絶望していた所を災害派遣で救助してくれた自衛隊員がヒーローに映り、自分もヒーローになり人を助けたいと思ったため。(サバイバーズギルト罹患者によく見られる症例。)
だが、訓練で自衛隊にヒーローは必要ないと諭され、任務遂行と人命優先の狭間で悩みながら怪獣と戦う。
咄嗟の機転が効き、訓練で身につけた内容を確実に実行可能な高い習得能力を持ち後に米軍特殊部隊で1年間訓練を受けた結果、非常に高いレベルの兵士として練成された。
大和令和（やまと よしかず）
もう一人の主人公、岩手県出身。TaPs指揮官。海上自衛隊の2等海佐。元、あさひ型護衛艦くれづき、あけづきの砲雷長。令和X年の大津波で父と弟を失う。またくれづき事件にて、同僚で親交の厚い小池を目の前で亡くす。富岳事件であけづき砲雷長として、魚雷で"オロチ"を駆逐し小池の仇をとる。事件後TaPsに配属、怪獣の首都上陸では東京都の対策本部にて警視庁の小津とともに現場との調整を行う。
神社の息子であり、先祖代々から海からの不思議な声を聞く能力を持ち機械類に頼らない聴覚寄りの察知能力を持つ。
このため、レーダーやソナーでは探知不可能なオロチ・ヒルコの存在を感知して度々戦局を動かす。
妹は存命であり、彼女は悪寒等の触覚よりの少し形は違うが同じく怪獣感知能力を持つため遺伝的形質と見られる。聴覚の察知能力としては父親のほうが優れていたとのこと。
弘原海（わだつみ）
TaPs指揮官。海上自衛隊の海将補。防衛大学ではこのえらの教官を務めた。富岳事件で船内に教え子このえがいたため、このえに連絡し富岳船内の情報収集にあたる。事件後TaPsに配属、実質的な怪獣対策の責任者となる。
宮本武士（みやもと たけし）
TaPs指揮官。陸上自衛隊の1等陸佐。怪獣の首都上陸ではTaPsの現場指揮官として現場の自衛隊、警察を指揮する。
忍足肇（おしたり はじめ）
TaPs隊員。陸上自衛隊の1等陸尉。南小島上陸で、怪獣の幼体と戦った。
相模良子（さがみ りょうこ）
TaPs隊員。航空自衛隊の1等空尉。
御影石明（みかげいし あきら）
TaPs隊員。航空自衛隊の2等空尉。
水戸ひとみ（みと ひとみ）
TaPs隊員。海上自衛隊の2等海尉。TaPsではこのえの姉貴分的な存在で、このえに色々と教えてくれる。
佐竹昭（さたけ あきら）
TaPs隊員。陸上自衛隊の3等陸尉。怪獣の首都上陸では、宮本1佐指揮の元、M2重機関銃を指揮し怪獣を駆逐する。
向井和昭（むかい かずあき）
TaPs隊員。陸上自衛隊の1等陸曹。経験豊富な下士官。アメリカの特殊生物戦闘訓練センターにおける訓練では、新任の準陸尉であるこのえをフォローする。怪獣の首都上陸戦で噛まれて負傷。怪獣を駆逐するも、謎の眩暈を発症し殉職した。

### 警察
鳥嶋利範（とりしま としのり）
警視庁月島警察署所属の警部補。東大法学部卒のキャリア警察官。鳥嶋都知事の息子。隅田川で怪獣を目撃したことから、早くから怪獣の首都圏潜伏を疑う。怪獣が上陸してくると、月島のタワーマンションの防災センターから放送で注意を呼びかけ、周辺住民を避難させる。合コンで偶然にこのえ、美沙らと知り合い、初めは警察官である身分を隠すが、3人で怪獣潜伏を調査するにあたり身分を明かす。
小津（おづ）
警視庁警備部警備第1課の女性課長。警視庁の慣例をものともせず、上層部を話術で懐柔する手腕から「魔法使いの小津」の異名をとる。怪獣の首都上陸に際しては、東京都の対策本部にて、大和2佐ら自衛隊と警察の調整・指揮を執る。

### 日本政府
神谷真由美（かみや まゆみ）
富岳事件の際の、内閣総理大臣。国際協調路線を優先するあまり、自衛隊の出動を遅らせた。美沙がテレビ中継で富岳船内の凄惨な様子を放送すると、ようやく自衛隊に災害派遣を命じた。
星山銀河（ほしやま ぎんが）
富岳事件時、防衛大臣。後、怪獣の首都上陸時の内閣総理大臣。孫娘の輝羅とこのえが幼馴染のため、このえとは幼少期からの付き合い。
星山輝羅（ほしやま きらら）
銀河の孫娘。銀河が総理に就くと、総理秘書官を務める。このえ、美沙とは元同級生。

### アメリカ軍
ジョージ・サミュエル
アメリカ陸軍大佐。アラスカ州「特殊生物戦闘訓練センター」の指揮官。
スレンダー
アメリカ海軍少将。在日米軍司令官。弘原海海将補とは米海軍兵学校以来の仲という。怪獣の首都上陸に際し弘原海と接触。上陸している個体が、南小島事件で殺したはずの幼体であることを明かし、さらに米軍が取り逃がしたことを極秘にし、米軍の怪獣対策部隊の投入を突き付ける。

#### ニムロド
サンダース
怪獣対策極秘部隊"ニムロド"指揮官。

### マスコミ関係者
佐都美沙（さみや みさ）
テレビ局に入社した新人局員。このえとは幼馴染で同級生。富岳事件では新人ながら、このえと中継を繋ぎ、テレビを通し全国に惨状を伝え、政府の自衛隊派遣を決断させる。訓練で思いつめるこのえを気晴らしにと合コンに誘い、そこで月島署の鳥嶋警部補を知り合う。怪獣の首都上陸では、このえのように人を助けたいとの想いから、自ら囮となり怪獣を引き付け、死を覚悟の上で中継を続ける。

## 登場用語
TaPs
富嶽事件を受けて自衛隊内に設立された「特殊災害対策室」の略称。陸海空全ての職種から人員が構成されている混成部隊である。指揮官は弘原海海将補。

## 登場兵器

### 実物
自衛隊
小火器
- 06式小銃てき弾
- 9mm拳銃
- 84mm無反動砲
- 89式5.56mm小銃
- 120mm迫撃砲 RT
- ブローニングM2重機関銃

車両
- 高機動車
- 軽装甲機動車
- 16式機動戦闘車
- 73式中型トラック
- 73式大型トラック
- 82式指揮通信車
- 軽雪上車
- アクセスノード装置Ⅱ型

航空機
- AH-1S
- C-1
- CH-47
- F-2
- F-35B
- OH-1
- P-3C
- UH-1
- UH-60J
- SH-60K

艦船
- あさひ型護衛艦 「くれづき」[注 1]「あけづき」[注 1]
- 護衛艦「まや」[注 4]
- むらさめ型護衛艦 「むらさめ」「いかづち」
- もがみ型護衛艦「くまの」「くろべ」[注 1]
- そうりゅう型潜水艦「そうりゅう 」
- いずも型護衛艦「いずも」

海上保安庁
- 巡視船「やえやま」
- MH スーパーピューマ 225

警察
- MP5
- 特型警備車

アメリカ軍
- AT-4
- バレットM82
- ロサンゼルス級原子力潜水艦「キーウェスト」
- アーレイ・バーク級ミサイル駆逐艦「デューイ」[注 5] 「アーレイ・バーク」

CAK-TF艦隊
- タイコンデロガ級ミサイル巡洋艦「シャイロー」
- ホバート級駆逐艦「ホバート」
- ホセ・リサール級フリゲート「ホセ・リサール」
- ゲパルト型フリゲート「ディン･ティエン･ホアン」
- ナレースワン級フリゲート「ナレースワン」

その他
- トマホーク
- JDAM
- IED[注 6]

### 架空
- デルフィス

深海探査用ドローン。最大充電で12時間稼働。
電波の届きにくい深海で極超音波通信ネットワークを築き、広範囲の海域を探索できる。
- 海中ドローン運用母艦「セタス」

デルフィスを200機搭載し、最大60機展開する。
- バラクーダ

対怪獣用精密誘導魚雷。
- JSM改

巨大生物対処用に貫通力を上げる改良が加えられた。

## 怪獣
オロチ
アンモナイトやフジツボの殻を思わせる体表を持つ海棲怪獣。タンパク質と海水中の金属成分から生成される多層外骨格を有する。
成体は全長300メートル、体高100メートルほどの巨体を誇り、頭部がシャコガイを思わせる形状になっている。四肢は鰭になっているが、ある程度の地上活動が可能。体当たりの一撃で3000t級の船を撃沈できる。
手足が鰭化しきっていないやや小型の亜成体でも100メートルクラスはあり、非常に硬く耐久力があり、30mm機関砲でも有効なダメージを負わせることは困難である。
生まれたばかりの幼獣では外骨格を持たず、30mm機関砲や対戦車ライフルにより殲滅することが可能である。頭部は幅が狭く、二枚貝というよりは鳥の嘴か小型肉食恐竜の頭骨のような形状をしている。全体的な形状はトカゲに似ているが、ヒグマ並に大きいとのこと。
脳を2つ持ち頭部を破壊されても活動を持続する上、強靭な筋肉と外骨格により耐久力が飛び抜けており、討伐には内臓を完全に破壊するほどの損傷が必要。
成体は先端が花のように開く長大な触手を何本も口内に有し、これで人間等を捕食する。また、ヘリを1本で圧壊させ海に引きずり込むほどの強靭さを持つほか、先端に備わる無数の棘は人体を引き裂くほどの威力があるため、頭部や上半身を掴まれると生存はほぼ見込めない。また音を感知する器官も備わっており、非常に偏った索敵能力を持つ。
亜成体や幼体は獲物に直接噛み付いて捕食するが触手も備わっている。
ヒグマ等と同じく非常に執着心が強く、一度捕捉した獲物を執拗に狙う。また、群れで連携しての狩りも行う。
さらに、死に際には致死性の有毒ガスを噴射する。
卵生で、陸上で岩に似た卵を産む。卵は獲物が近寄ると孵化する。
ヒルコ
全長250メートル程度と推定。見た目はクジラの頭を持つワニか海竜。下顎が左右に分かれて開く構造になっており、これによって口を大きく開けられるのでオロチ等の超巨大生物も捕食出来るようになっている。
発光器官によって深海でも視界を得られる。獲物に対して衝撃波を放ちマヒさせた後、大型の獲物なら牙による咀嚼によって捕食し、人間などの小型の獲物なら地面ごと飲み込み、強力な溶解液(唾液)で溶かし濾過し飲み込んでいる。この際に岩石や車などの無機物は喉元から排出される。70メートル級のオロチ亜成体をひと噛みで切断するなど、オロチ以上の脅威度と見られる。
実態はカメに近く、背中の内部には非常に強靭な殻があり、その他の体組織も最新防弾チョッキと同様の衝撃分散高分子構造体であるため、バンカーバスターや徹甲弾などの貫徹兵器以外の効力が低い。
世界最高峰の攻撃力を持つF-2戦闘機ですら背面からでは有効打を与えられず、衝撃波によって2機が撃墜される。
さらに、人間並の知能があり対処能力が非常に高い上、筋組織などをある程度自由に変化させることで海中では手足を鰭、陸上では足を形成するなど常軌を逸した環境適応力を持つ。
巨体相応に大食漢で、超大型ダイオウイカやオロチを捕食し尽くしたためにさらなる食糧を求めてそのステルス性と防御力を活かし高知桂浜に上陸、市街地に進行。たった4時間で高知市を壊滅させた。
高知駐屯の第50連隊第3中隊の爆弾やプロパンガスと共に敢えて捕食され口内で起爆する捨て身の攻撃によって暫し行動停止した事で避難が進み、また捕食の隙を狙った攻撃やF-2の対艦爆弾を腹部に受けた際に嘔吐し吐き出した事で犠牲者は120名ほどと比較的少なかった。
あまりに高い防御性能から、ヒルコもまた【中間捕食者】に過ぎない可能性が示唆されている。
怪獣08個体
巨大なロブスター、或いはザリガニのような怪獣。全長は10mから30mほど無数の個体数が確認されている。 
マリアナ海溝のホロウアースを爆破し遮断壁を構築する計画の結果、さらに巨大なホロウアースが新たに形成され底から大量に現れた。
ヌエ
400m級ホロウアースから新たに現れた300mクラスの巨大なエイのような怪獣。
詳細不明だが、鎌倉時代にも目撃例があったらしく民間伝承が千葉県に残っておりウミヌエと呼ばれていた。それにあやかりつつ、言い難いのでヌエと呼称される。
現状、人間を襲う怪獣08個体を海底で捕食しては睡眠を繰り返しており特に被害は無い。徐々に北上し日本へ迫っている。

## 書誌情報
- 井上淳哉（著）・ 白土晴一（企画協力） 『怪獣自衛隊』 新潮社〈BUNCH COMICS〉、既刊19巻（2025年6月9日現在）
  1. 2020年11月9日発売[7]、ISBN 978-4-10-772331-4
  2. 2020年12月9日発売[8]、ISBN 978-4-10-772344-4
  3. 2021年3月9日発売[9]、ISBN 978-4-10-772367-3
  4. 2021年6月9日発売[10]、ISBN 978-4-10-772394-9
  5. 2021年9月9日発売[11]、ISBN 978-4-10-772427-4
  6. 2021年12月9日発売[12]、ISBN 978-4-10-772454-0
  7. 2022年3月9日発売[13]、ISBN 978-4-10-772481-6
  8. 2022年6月11日発売[14]、ISBN 978-4-10-772507-3
  9. 2022年9月8日発売[15]、ISBN 978-4-10-772532-5
  10. 2022年12月8日発売[16]、ISBN 978-4-10-772550-9
  11. 2023年3月9日発売[17]、ISBN 978-4-10-772583-7
  12. 2023年6月8日発売[18]、ISBN 978-4-10-772611-7
  13. 2023年10月6日発売[19]、ISBN 978-4-10-772657-5
  14. 2024年2月8日発売[20]、ISBN 978-4-10-772683-4
  15. 2024年6月7日発売[21]、ISBN 978-4-10-772723-7
  16. 2024年9月9日発売[22]、ISBN 978-4-10-772750-3
  17. 2024年12月9日発売[23]、ISBN 978-4-10-772777-0
  18. 2025年3月7日発売[24]、ISBN 978-4-10-772808-1
  19. 2025年6月9日発売[25]、ISBN 978-4-10-772845-6